# Воробьёв, Алексей Васильевич
Алексей Васильевич Воробьёв (14 марта 1915 — после 1994) — советский архитектор-реставратор. Заслуженный работник культуры РСФСР (1974).

## Биография
Алексей Воробьёв родился 14 марта 1915 года в деревне Валищево (ныне городской округ Подольск Московской области). С 1941 года на фронтах Великой Отечественной войны, был командиром миномётного взвода 356 отдельного пулемётно-артиллерийского батальона. В 1944 году вступил в КПСС. В 1948 году окончил Московский архитектурный институт со званием архитектора. Член Союза архитекторов СССР с 1975 года.
В 1948—1949 годах занимался обмерами Московского Кремля, его стен и башен, а также интерьеров Архангельского и Благовещенского соборов церкви Ризоположения и памятников XVIII века. С 1949 года работал в Центральной проектно-реставрационной мастерской, где занимался научно-исследовательскими и проектными работами по реставрации памятников архитектуры. Был архитектором проектов и главным архитектором ЦИРМ.
С 1952 года разрабатывал проекты реставрации Московского, Астраханского, Новгородского и Тульского Кремлей. Участвовал в разработке проектов благоустройства Астрахани, Новгорода и Тулы. Также работал в Пскове и Дербенте. Материалы разработанных Воробъёвым реставрационных проектов вошли в первые труды по методике реставрационных работ.
В 1986 году вышел на пенсию (персональный пенсионер РСФСР).

## Награды и звания
- Заслуженный работник культуры РСФСР (1974)[5][3]
- Орден Красной Звезды (1944)[2]
- Орден Отечественной войны II степени (1985)[6]

## Сочинения
- Воробьев А. В. Астраханский кремль. Волгоград, 1968.
- Воробьев А. В. Реконструкция Кутафьи-башни. В кн.: Искусство Москвы периода формирования Русского централизованного государства. Гос. музеи Московского Кремля. Материалы и исследования. Вып. 3. М., 1980. С. 29-41.